# Cenová skupina

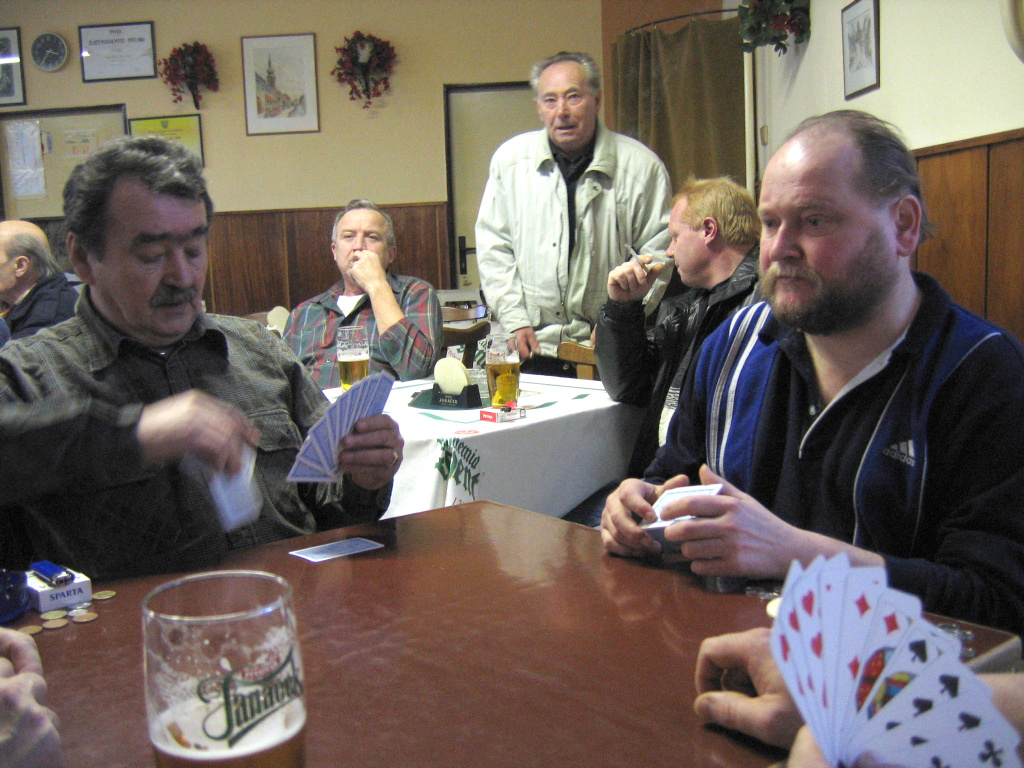
Lidová hospoda v Uherském Brodě

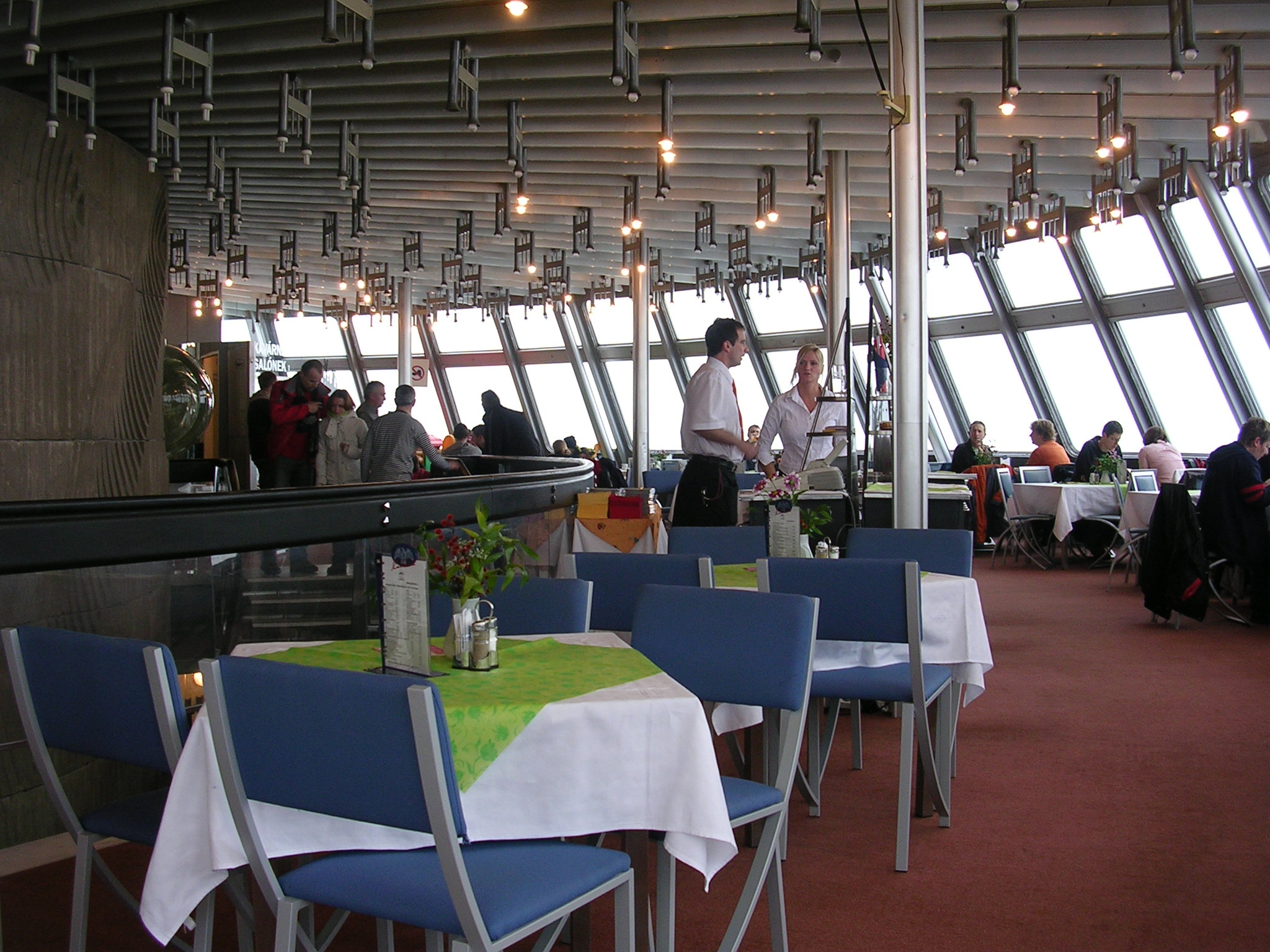
Restaurace horského hotelu Ještěd

Cenová skupina byla v socialistickém Československu nástrojem klasifikace pohostinských zařízení a nastavení příslušné cenové regulace podle úrovně jejich kvality. Přestože oficiálně byla tato kategorizace v 90. letech 20. století zrušena, v lidové mluvě se zachovala zejména v označení „čtyřka“ pro lidové hospody či „pajzly“ nevalné kvality.

## Historie
Zavedení cenových skupin bezprostředně předcházelo znárodnění některých hostinských a výčepních podniků a ubytovacích zařízení zákonem č. 124/1948 Sb. Znárodňování probíhalo postupně až do roku 1952. 
Rozdělení veškerých hostinských podniků do čtyř cenových skupin zavedl výměr č.j. 40.028-II/6-1948 z 11. června 1948. Do I. cenové skupiny patřily původně podniky lidového rázu – nejvyšší skupinou pak byla IV. cenová skupina, označující luxusní podniky, zejména restaurace ve velkých hotelech (tzv. mezinárodních hotelech). Později bylo toto římské číslování obráceno: luxusní restaurace byly přečíslovány na I. cenovou skupinu, lidové hospody na IV. cenovou skupinu. 
V závislosti na cenové skupině byly striktně normovány ceny, gramáž jídel i způsob jejich přípravy. Ve IV. cenové skupině se vařily pouze polévky, III. cenová skupina nabízela jednoduchá hotová jídla – zejména guláše, vepřovou se zelím a játra, přičemž jídlo již se podávalo s ubrouskem (většinou papírovým) a pánské záchody byly vybaveny pisoáry. Většina hospod byla zařazena do IV. nebo III. cenové skupiny. II. a I. cenová skupina byly vyhrazeny kvalitnějším restauracím. Až do 70. let se již ve II. cenové skupině jídlo  servírovalo na stříbrných podnosech. Do konce 60. let byly v hospodách také odděleny druhy piva: v některých se točilo pouze desetistupňové, v některých pouze dvanáctistupňové, nikdy ne dohromady.
Koncem 60. let došlo k uvolnění striktních cenových skupin, ke zvýšení cenových rozdílů mezi skupinami a zároveň snížení regulace cen. Kategorizaci pohostinských zařízení pak upravila oborová norma ON 73 5413, účinná od 1. ledna 1976, která pivnice a hostince definovala jako odbytová střediska s funkcí společenskou a zábavní. Hostince byly zařazeny do IV. cenové skupiny a zřizovány „jako součást základního občanského vybavení“ i v menších obcích. O stupeň výše stály pivnice, které spadaly do IV., III. a výjimečně i do II. cenové skupiny. Zřizovány byly „zejména v centrech měst, výjimečně i v rámci obvodové občanské vybavenosti“. 
Cenovým skupinám postupně zůstal spíše jen orientační charakter, až byly na počátku 90. let s nástupem soukromého podnikání definitivně zrušeny. „Doporučením upravujícím základní ukazatele pro kategorizaci hostinských a ubytovacích zařízení", zpracovaným na základě jednání Rady cestovního ruchu dne 12. července 1994, byly cenové skupiny restaurací a pohostinských zařízení zcela zrušeny. Zůstalo však dělení podniků na „hostince“ a „pivnice“ (obojí jako zařízení „specializovaná převážně na podávání piva a jídel vhodně doplňujících jeho konzumaci“) a „výčepy“, které se zaměřují na prodej piva a ostatních nápojů převážně „přes ulici“.